# گورک محمدرحیمی
گورک محمدرحیمی، روستایی است از توابع بخش دلوار در شهرستان تنگستان استان بوشهر ایران.

## جمعیت
این روستا در دهستان دلوار قرار داشته و بر اساس سرشماری سال ۱۳۸۵ جمعیت آن ۳۵۲نفر شامل ۱۷۰ نفر مرد و ۱۸۲ نفر زن (۱۰۹خانوار) بوده‌است.